# Józef Wołodkowicz (dyplomata)
Józef Wołodkowicz (ur. 25 lipca 1889 w Wilnie, zm. 13 maja 1947 w Kairze) – dyplomata II Rzeczypospolitej.
Studiował prawo, jednak nie uzyskał dyplomu. Podczas I wojny światowej służył w armii rosyjskiej, później w latach 1917–1918 w I Korpusie Polskim na Wschodzie pod dowództwem gen. Józefa Dowbor-Muśnickiego. Po demobilizacji korpusu w czerwcu 1918 był sędzią pokoju powiatu wilejskiego.

## Życiorys
Po odzyskaniu niepodległości służył w 15 pułku ułanów w wojnie polsko-bolszewickiej, w 1921 odszedł do rezerwy w stopniu rotmistrza i podjął pracę w Ministerstwie Robót Publicznych. 2 listopada 1922 przeszedł do Ministerstwa Spraw Zagranicznych, gdzie przez pięć lat pracował jako referent, a następnie starszy referent w Departamencie Politycznym. Od 1 października 1927 sekretarz II klasy w ambasadzie RP w Paryżu. 1 lipca 1928 przeniesiony do poselstwa RP w Tallinie. Od 10 lipca 1928 do 15 stycznia 1929 r. kierował poselstwem w Estonii jako chargé d’affaires, następnie do 31 lipca 1932 szefem wydziału konsularnego poselstwa. 1 lipca 1932 odwołany i przydzielony do Departamentu Administracyjnego w randze radcy ministerialnego. 1 października 1933 przeniesiony w stan nieczynny, a 31 marca 1934 w stan spoczynku.
W początkach II wojny światowej mieszkał w Wilnie. Wiosną 1941 aresztowany przez NKWD i deportowany w głąb ZSRR. Zwolniony po podpisaniu układu Sikorski-Majski, wstąpił do armii polskiej pod dowództwem gen. Władysława Andersa. W sierpniu 1942 ewakuowany wraz z wojskami polskimi do Iranu. Zmarł w Kairze po zakończeniu wojny.
W 1932 otrzymał estoński Order Krzyża Orła III klasy.